# Ala (Macedo de Cavaleiros)
Ala és una freguesia portuguesa del concelho de Macedo de Cavaleiros, amb 33,76 km² de superfície i 497 habitants (2001). La seva densitat de població és de 14,7 hab/km².